# ククーシュカ ラップランドの妖精
『ククーシュカ ラップランドの妖精』（ククーシュカ ラップランドのようせい、The Cuckoo / Kukushka, Куку́шка）は、2002年のロシアのドラマ・コメディ映画。日本では2006年に公開された。

## ストーリー
第二次世界大戦末期。フィンランド最北の地ラップランドではナチスドイツに加勢を求めたフィンランドと、ソビエト連邦との間でいわゆる継続戦争が繰り広げられていた。しかしフィンランドとソ連の間で講和を結ぶ動きが出て、フィンランド側ではドイツとの関係をめぐって対立が生じる。
フィンランド軍の兵士であるヴェイッコは親ドイツの疑いを掛けられ、懲罰のため時間稼ぎの戦闘を行うよう強いられる。彼は小銃とわずかな弾薬を与えられ、ソ連軍と戦わざるを得ないようドイツ武装親衛隊の軍服を着せられたうえ岩に鎖でつながれ、置き去りにされてしまった。ヴェイッコは、数日間の格闘の後、鎖を固定していた杭を引き抜き、脱出に成功する。ヴェイッコは彷徨の末に、独りで暮らすサーミ人、アンニの家にたどり着く。
フィンランド語で助けを求めるヴェイッコだが、アンニはサーミ語しか理解できない。サーミ語で答えるアンニの言葉も、ヴェイッコには理解できない。
そこへ、アンニの家の中から一人の男が出てくる。ソ連軍大尉のイワンは反ソ連の疑いを掛けられ、軍法会議へ連行されていたところを友軍機に誤爆されて重傷を負い、アンニに保護されていたのだ。ヴェイッコはイワンに名前を尋ねるが、武装親衛隊の軍服を着たヴェイッコをドイツ人と勘違いしたイワンは、ロシア語で「パショール・ティ」（字幕では「クソくらえ」）と罵る。しかし、ロシア語も理解できないヴェイッコはそれを聞き違えた上にイワンの名前と勘違いし、イワンのことを「ショールティ」（字幕では「クソクラ」）と呼ぶようになる。
互いに言葉が通じない3人は、誤解しあいながらも奇妙な共同生活を始めるが…。

## キャスト
- アンニ：アンニ＝クリスティーナ・ユーソ
- ヴェイッコ：ヴィッレ・ハーパサロ
- イワン：ヴィクトル・ブィチコフ

## 賞歴
- 第24回モスクワ国際映画祭：全5部門を独占受賞
  - 最優秀監督賞
  - 最優秀男優賞（ヴィッレ・ハーパサロ）
  - 批評家連盟賞
  - 観客賞
  - ロシア映画協会賞
- 第27回トロント国際映画祭 正式出品
- 第46回サンフランシスコ国際映画祭
  - 観客賞
- 第29回テルライド映画祭 正式出品
- ロシア映画芸術・科学アカデミー ゴールデンイーグル賞
  - 最優秀作品賞
  - 最優秀監督賞
  - 最優秀脚本賞
  - 最優秀男優賞（ヴィクトル・ブィチコフ）
- ロシア・ニカ賞
  - 最優秀作品賞
  - 最優秀監督賞
  - 最優秀女優賞
  - 最優秀美術賞
- ロシア映画祭
  - 最優秀新人賞（アンニ＝クリスティーナ・ユーソ）
- ロシア・ヴィボルグ「欧州への窓」フェスティバル
  - 最優秀作品賞
  - 最優秀女優賞

## エピソード
- 主役の役名「アンニ」と、それを演じた女優の「アンニ＝クリスティーナ・ユーソ」の名前が同じなのは偶然の一致。
- アンニ＝クリスティーナ・ユーソは、これが映画初出演。
- 監督のアレクサンドル・ロゴシュキンは、この映画を制作する前に同名の小説を発表している。